# Actiq

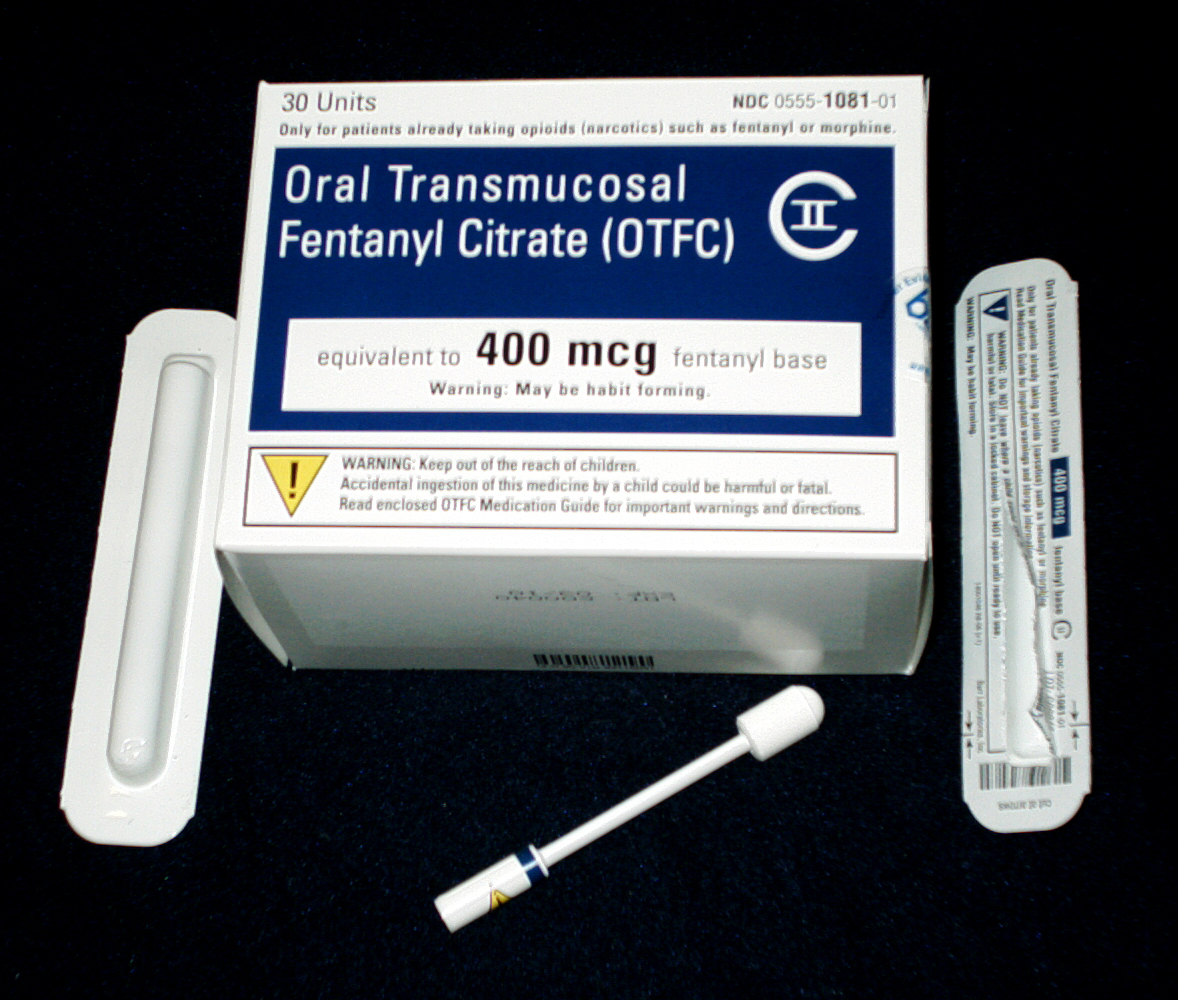

Actiq, kraftigt smärtstillande medel innehållande fentanyl, används vid svår genombrottssmärta, cancerrelaterad eller ej. Varje Actiq-enhet innehåller mellan 200 och 1600 mikrogram fentanyl.
Läkemedlet intas oralt. Läkemedlet är fäst på en liten pinne varav man kan applicera läkemedlet i munnen där det absorberas via munnens slemhinna. Effekt inträder inom 10-15 minuter.